# Dautzenbergia megacheir
Dautzenbergia megacheir is een vlokreeftensoort uit de familie van de Pontogeneiidae. De wetenschappelijke naam van de soort is voor het eerst geldig gepubliceerd in 1897 door Walker.